# Carlita Island
Carlita Island ist eine kleine Insel in der Cumberland West Bay von Südgeorgien. Sie liegt unmittelbar südlich des Islet Point vor der Einfahrt zur Carlita Bay.
Benannt ist die Insel in Anlehnung zur Benennung der gleichnamigen benachbarten Bucht. Deren Namensgeber ist das 1907 gebaute Walfangschiff Carlita der vom norwegischen Unternehmer Carl Anton Larsen gegründeten Fischereigesellschaft Compañía Argentina de Pesca.